# شجرة الجنسنغ الجنوبية
شجرة الجنسنغ الجنوبية (الاسم العلمي:Dendropanax australis) هي نوع من النباتات تتبع جنس شجرة الجنسنغ من الفصيلة الأرالية.